# Frankenfeld
Frankenfeld est une commune allemande de l'arrondissement de la Lande (Heidekreis), Land de Basse-Saxe.

## Géographie
La commune se situe le long de boucles de l'Aller.
Elle comprend le centre de Frankenfeld et les quartiers de Hedern et Bosse, rattachés depuis mars 1974. Frankenfeld est la commune la moins peuplée de l'arrondissement.

## Histoire
Le village s'appelle en 1342 "Franckenvelde" et en 1361 "Vrankenuelde". Il fait référence à une cité francque à l'époque de Charlemagne. Toutefois il pourrait aussi venir plus simplement du prénom "Franko".
Le domaine de Frankenfeld fait probablement du village l'un des plus anciens de la région. La famille von Honstedt est connu depuis 1360, mais pourrait remonter à Charlemagne.
En 1917, le dirigeable militaire marin L 36 s'écrase à Bosse.